# Бутин
Бутин (до 29 юни 1942 г. Албутин) е връх с височина 2688 m, разположен в северния дял на Пирин планина. Издига се на главното планинско било, на запад от връх Разложки суходол и Суходолски превал. Северните му склонове се спускат стръмно към Окаденския циркус и долината на Бела река. На юг няколко негови разклонения делят долините на реките Етипицка, Мостишка (Плавилска) и Пещанско дере. Западните спусъци на върха завършват при реките Мочуришка и Неврузумско дере (Ощавска река). Произходът на името му е неясен. Изследователите на Пирин, посочват няколко версии за името на върха.
Основни изходни пунктове за изкачването на Бутин са хижите Яворов (3 часа) и Загаза (4 часа).